# 宜兰天南星
宜兰天南星（学名：Arisaema ilanense）为天南星科天南星属下的一个种。

## 扩展阅读
- 維基物種上的相關：宜兰天南星